# Bowling Green (métro de New York)
Bowling Green est une station souterraine du métro de New York située dans le Financial District au sud de Manhattan. Elle constitue le terminus sud de l'une des lignes (au sens de tronçons du réseau) principales, l'IRT Lexington Avenue Line (métros verts) issue du réseau de l'ancienne Interborough Rapid Transit Company (IRT) (la station de South Ferry loops est également située sur la Lexington Line, mais n'est plus utilisée pour accueillir les passagers). Au-delà de la station, les dessertes continuent en direction de Brooklyn via le Joralemon Street Tunnel puis un raccordement avec l'IRT Eastern Parkway Line. Sur la base de la fréquentation, la station qui dessert entre autres le New York City Hall et le Brooklyn Bridge figurait au 44e rang sur 421 en 2012.

## Services aux voyageurs

### Desserte
Au total, deux services y circulent :
- les métros 4 y transitent 24/7 ;
- les métros 5 s'y arrêtent tout le temps sauf la nuit (late nights).